# Quodlibet
A quodlibet (latinul: ami tetszik) olyan zenemű, amely az ellenpont eszközeivel több különböző, főképp jól ismert dallamot kombinál. Általában könnyedebb hangvételű műveket nevezünk így.
Híres példák: Johann Sebastian Bach Goldberg-variációinak utolsó tétele, ill. Wolfgang Amadeus Mozart tíz évesen írt Galimathias Musicumja.
Komolyabb hangvételű quodlibet Jacob Obrecht miséiben fordul elő.